# Olga Sipplová
Olga Sipplová, rozená Stohwasserová (* 19. září 1920 ve Staré Roli – dnes součást Karlových Varů), je německá politička, sudetoněmecká sociální demokratka a jedna ze zakládajících členů Seligerova sdružení.

## Život
Pochází ze sudetoněmecké sociálnědemokratické rodiny z Karlovarska. Již v dětství přišla do styku s různými organizacemi sudetoněmeckého sociálnědemokratického hnutí. V pěti letech ji rodiče přihlásili do sudetoněmecké sociálnědemokratické tělovýchovné jednoty pro děti ATUS (Arbeiter-Turn- und Sportverband in der Tschechoslowakischen Republik). Později vstoupila do Červeného sokola (Roter Falke) a Socialistické mládeže Československé republiky.
Po ukončení školy začala pracovat v karlovarské Urania Karlsbad. V roce 1936 se stala členkou Německé sociálnědemokratické strany pracujících v Československé republice (Deutsche sozialdemokratische Arbeiterpartei in der Tschechoslowakischen Republik). Od roku 1938 pracovala pro německou Sociální pojišťovnu v Praze. Zatímco se její rodiče rozhodli po Mnichovské dohodě emigrovat do Anglie, ona sama se vrátila se svým tehdejším přítelem a později manželem Ernstem do rodné Staré Role. Koncem prosince roku 1943 se jí narodil syn Herbert († 1984). Její manžel padl v březnu 1945 v Kuronsku. Po druhé světové válce začala pracovat v kanceláři karlovarské Antify, která se starala o sestavení seznamů sudetoněmeckých antifašistů.
20. listopadu 1946 opustila posledním transportem organizace Antifa Karlovy Vary a dostala se se svým synem do sběrného tábora ve Furth im Wald na česko-bavorské hranici. Po dalším pobytu v Königsdorfu v Bavorsku, kde se v březnu 1948 podílela na založení místní sociálnědemokratické strany SPD a po kratším pobytu u svých rodičů v anglickém Birminghamu našla od 1. července 1949 práci v bavorské SPD v Mnichově.
V roce 1951 podepsala spolu s Richardem Reitznerem, Aloisem Ullmannem a Emilem Wernerem zakládací listinu Seligerova sdružení. V následujících letech pracovala v nakladatelství die Brücke (Mosty), které vydávalo zpravodaj Seligerova sdružení a další publikace.
Už před rokem 1989, ale zvláště po Sametové revoluci, navštívila vícekrát Československo resp. Českou republiku zvláště pak své rodné Západní Čechy a usilovala o lepší porozumění mezi Čechy a Němci. V různých příspěvcích popsala snahy sudetoněmeckých sociálních demokratů. Za svou snahu o porozumění a smíření mezi Čechy a Němci a za svou práci v Seligerově sdružení byla v roce 2002 vyznamenána německým Řádem za zásluhy.

## Pocty
- Listina Ústředního svazu sudetoněmeckých exilových organizací v Kanadě 1969
- Plaketa Josefa Seligera- předána Adolfem Hasenöhrlem roku 1970
- Medaile Georga von Vollmar 1985
- Pamětní cena Wenzela Jaksche 1985
- Řád za zásluhy Spolkové republiky Německo 2002
- Čestná předsedkyně Seligerovy obce v Bavorsku

## Dílo
- Rückschau auf 50 Jahre Seliger-Gemeinde Seliger-Gemeinde, Mnichov 2001. (Ohlédnutí se za padesáti lety trvání Seligerovy obce)
- Treuegemeinschaft sudetendeutscher Sozialdemokraten in Schweden |im Spiegel des Sudeten-Jahrbuches der Seliger-Gemeinde  Seliger-Gemeinde, Mnichov 2008. (Společenství věrných - sudetoněmečtí sociální demokraté ve Švédsku)
- Letzter Versuch zum deutsch-tschechischen Ausgleich vor 50 Jahren Mnichov 1987. (Poslední pokus o česko-německé vyrovnání před 50. lety)
- Ein Sohn des Volkes. Ernst Paul zum 100. Geburtstag; ein Lebensbild nach archivarischen Unterlagen die Brücke, Mnichov 1997. (Syn lidu. Ernstu Paulovi ke 100. narozeninám. Život na podkladě archivních dokumentů)